# Lemnia
Lemnia (en hongrois Lemhény) est une commune roumaine du județ de Covasna dans le Pays sicule en Transylvanie. Elle est composée d'un seul village, Lemnia.

## Localisation
Lemnia est situé au nord-est du județ de Covasna, à l'est de la Transylvanie, sur les rives de la Lemnia, au pied du mont Șandru Mare, à 50 km de Sfântu Gheorghe (Sepsiszentgyörgy)

## Monuments et lieux touristiques
- Église catholique “Saint Michel” (construite en 1510), monument historique
- Moulin à eau (construite au XIXe siècle), monument historique
- Château fort Almaș (XIVe siècle), monument historique (Moyen Âge)
- Rivière Lemnia
- Monts Nemira
- Monts Șandru Mare